# Busenberg (Hückeswagen)
Busenberg ist eine Hofschaft in Hückeswagen im Oberbergischen Kreis im Regierungsbezirk Köln in Nordrhein-Westfalen (Deutschland).

## Lage und Beschreibung
Busenberg liegt im westlichen Hückeswagen an der Grenze zu Remscheid nahe dem größeren Stadtteil Wiehagen. Die stillgelegte Wippertalbahn zwischen Remscheid-Bergisch Born und Marienheide (Kursbuchstrecke KBS412) trennt Wiehagen von Busenberg. Südlich von Wiehagen liegt das Gewerbegebiet Wiehagen/West.
Weitere Nachbarorte des über eine kleine Zufahrtsstraße angebundenen Ortes sind  Busenbach, Braßhagen, Höhsiepen, Dörpe, Dörpersteeg und Remscheid-Karlsruhe. Nördlich des Orts fließt der in Wiehagen entspringende Busenbach vorbei.

## Geschichte
1815/16 lebten 12 Einwohner im Ort. 1832 gehörte Busenberg der Großen Honschaft an, die ein Teil der Hückeswagener Außenbürgerschaft innerhalb der Bürgermeisterei Hückeswagen war. Der laut der Statistik und Topographie des Regierungsbezirks Düsseldorf als Weiler kategorisierte Ort besaß zu dieser Zeit zwei Wohnhäuser und fünf landwirtschaftliche Gebäude. Zu dieser Zeit lebten 13 Einwohner im Ort, vier katholischen und neun evangelischen Glaubens.
Im Gemeindelexikon für die Provinz Rheinland werden für 1885 drei Wohnhäuser mit 29 Einwohnern angegeben. Der Ort gehörte zu dieser Zeit zur Landgemeinde Neuhückeswagen innerhalb des Kreises Lennep. 1895 besitzt der Ort drei Wohnhäuser mit 21 Einwohnern, 1905 ein Wohnhaus und 20 Einwohner.

## Wander- und Radwege
Folgende Wanderwege führen durch den Ort:
- Der Röntgenweg (Wanderweg rund um Remscheid)